# Poecilotheria ornata
Poecilotheria ornata là một loài nhện trong họ Theraphosidae. Loài này được Mary Agard Pocock miêu tả năm 1899.

## Hình ảnh

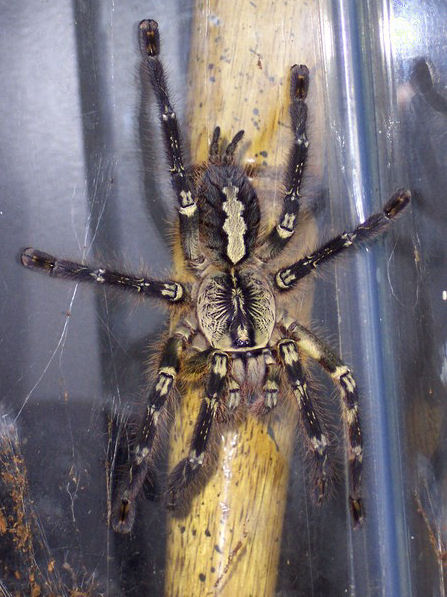
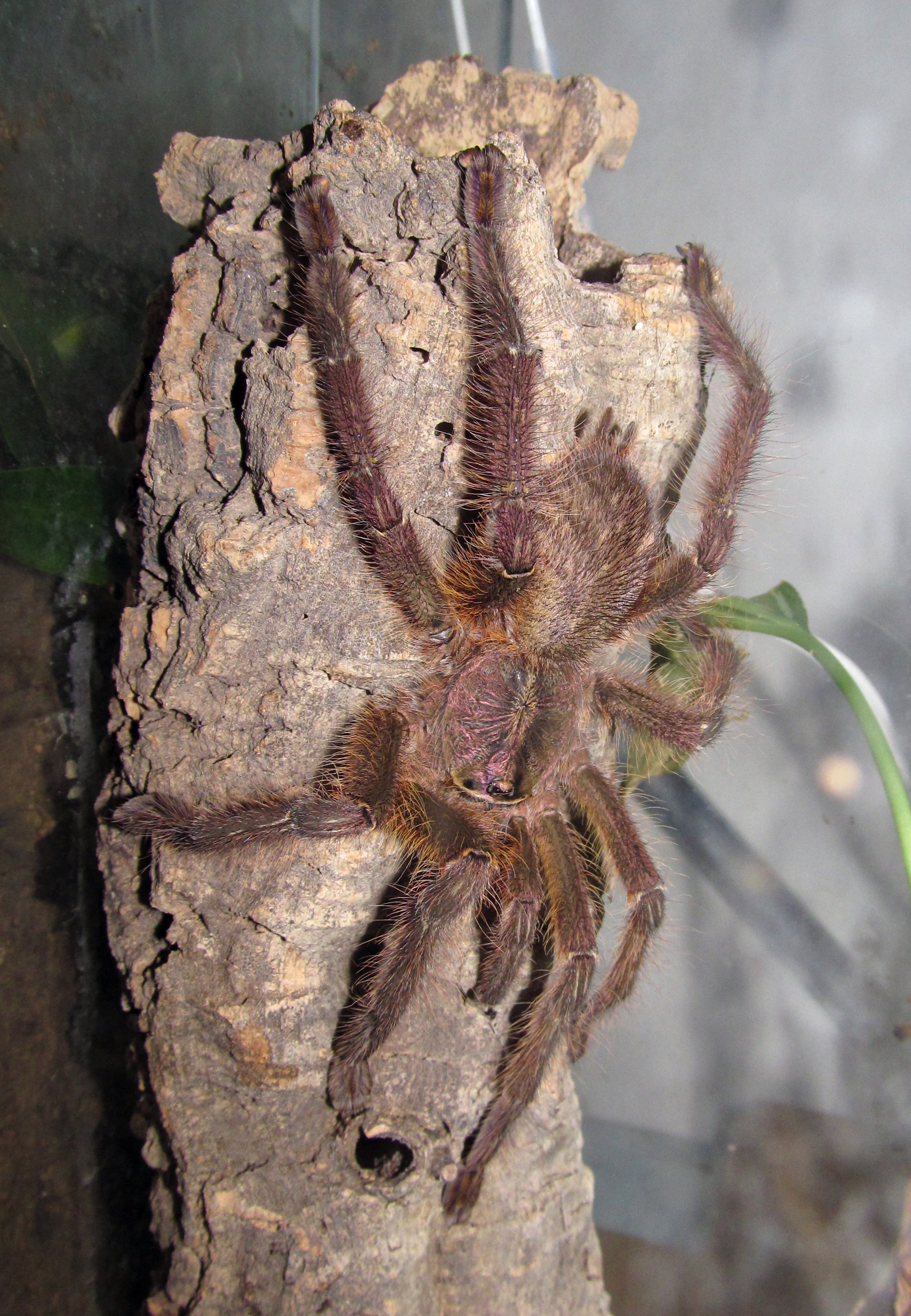
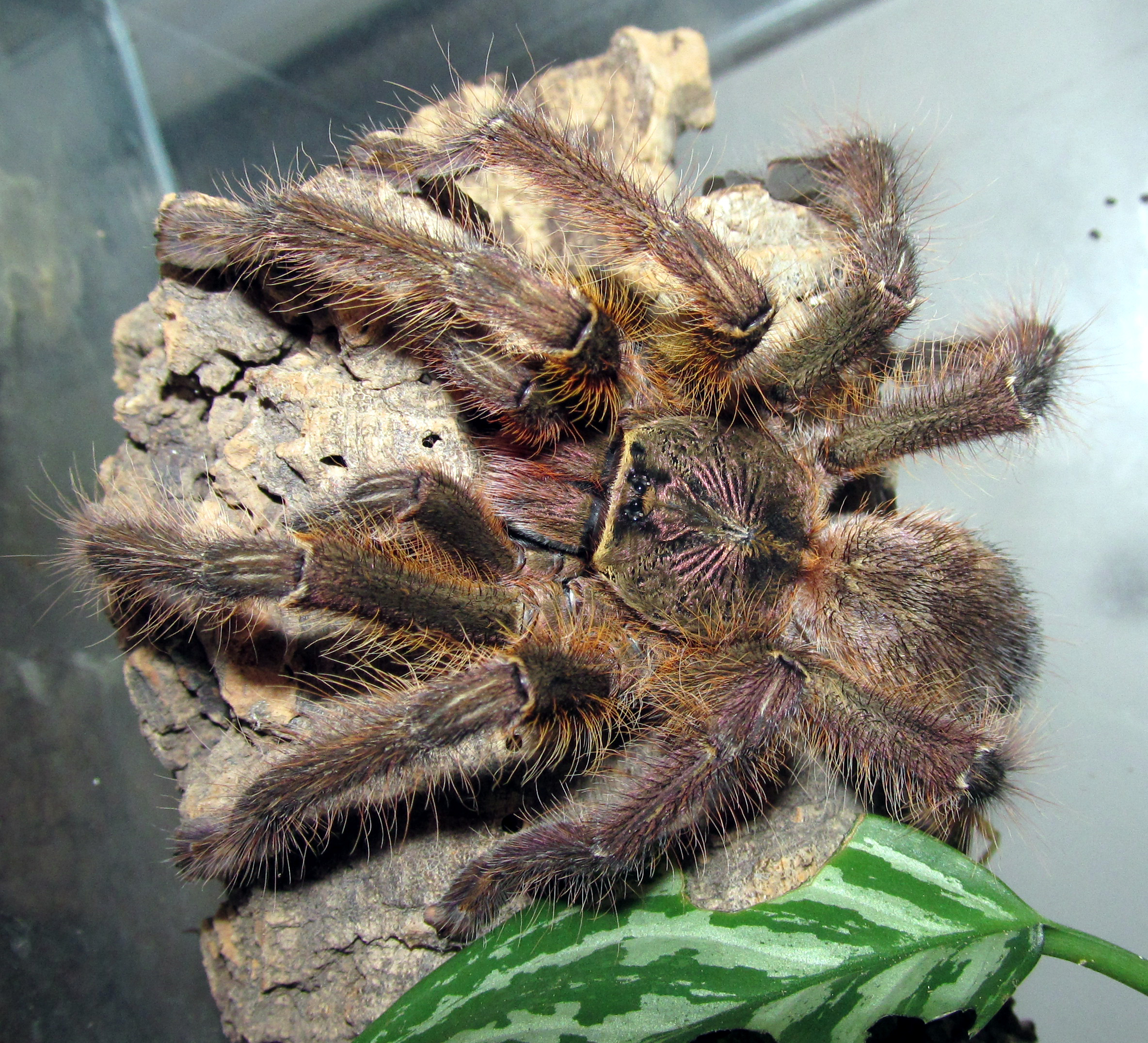